# Charles Herle
Charles Herle (Lostwithiel, 1598 – 1659) è stato un teologo e religioso inglese, fu prolocutor all'Assemblea di Westminster e uno degli autori e firmatari della Confessione di fede di Westminster.

## Biografia
Terzogenito di sei figli, i suoi genitori erano Edward Herle di Prideaux e Anne Treffry. Il 23 ottobre 1612 si immatricolò all'Exeter College, dove conseguì il bachelor of arts il 7 luglio 1615 ed il master of arts il 10 giugno 1618. Divenne precettore di James Stanley, VII conte di Derby e nel 1625 gli venne affidata la parrocchia di Creed, nella sua originaria Cornovaglia, ma, su richiesta del parlamentare Sir Thomas Stanley, gli venne assegnata la parrocchia del Cheshire di Winwick.

Mentre era cappellano nella dimora della nobildonna Elizabeth de Vere, e costretto all'inattività a causa di una grave malattia di cui non conosciamo la natura, scrisse il suo primo trattato Contemplations and devotions on the severall passages of our blessed Saviours death and passion. Written by Charles Herle, Master in Arts, and sometimes of Excester Colledge in Oxford, pubblicato nel 1631 e dedicato al suo vecchio allievo, Lord Stanley di Derby. In quest'opera, Herle polemizza contro la fede cattolica in difesa della religione protestante contro l'accusa di essere una religione poco attenta al dovere della confessione dei peccati.

## Lo scoppio della Guerra Civile Inglese
Nel 1641, il Parlamento inglese emanò una legge, la cosiddetta Protestation of 1641, nella quale tutti i sudditi di età superiore ai diciotto anni erano tenuti a firmare un giuramento di fedeltà a re Carlo I d'Inghilterra e alla Chiesa d'Inghilterra. Firmare questo giuramento era una condizione necessaria per detenere qualsiasi pubblico ufficio, compresi quelli di natura religiosa. Nel 1642, Herle ed i suoi tre sottoposti firmarono il giuramento, e allo scoppio della guerra civile inglese si trovò in netta opposizione con gli interessi locali dei suoi due protettori, il conte di Derby e Sir Thomas Stanley.

Quando la città di Warrington in cui si trovava la sua parrocchia di Winwick divenne una guarnigione militare per le forze fedeli al sovrano, Herle dovette fuggire a Londra, e la sua canonica fu riassegnata ad un sacerdote cattolico.

Su iniziativa di John Moore, uno dei futuri regicidi di Carlo I e parlamentare rappresentante di Liverpool,  il 26 ottobre 1642 la Camera dei Comuni, votò un'ordinanza con la quale si invitava Herle a pronunciare di fronte all'assemblea parlamentare un seromone, presso la chiesa di St. Margaret a Westminster. Il sermone venne pronunciato il 30 ottobre e successivamente pubblicato nel 1642 con il titolo Payre of Compasses for Church and State, nel quale egli manifestava il suo pieno appoggio al Parlamento inglese e si scagliava contro i tre principali avversari della fede: i  non conformisti, che occorreva combattere con le argomentazioni religiose; gli arminiani, a cui bisognava opporsi mettendo al rogo le loro opere e i papisti che bisognava combattere con l'arresto delle loro persone.

Il suo sostegno al Parlamento nel suo confronto-scontro con il sovrano Carlo I si manifestò anche nella sua attività di libellista. Nel giugno del 1642, lo stesso Carlo I aveva scritto un pamphlet dal titolo Answer to the Nineteen Propositions, a sostegno del quale il cappellano reale Henry Ferne, pubblicò in novembre il libello dal titolo The Resolving of Conscience. In replica a quest'ultimo scritto, Herle scrisse e pubblicò il libello dal titolo Fuller Answer to a Treatise Written by Dr Ferne.
 Nella sua controversia, Herle si opponeva alla teoria del diritto divino sostenuto da Ferne, in favore di una visione in cui il diritto al potere del sovrano non provenisse direttamente da Dio ma dovesse essere mediato dal popolo, abbracciando così una germinale teoria politica sulla separazione dei poteri.
Il 22 luglio 1646 Herle venne noninato prolocutor dell'Assemblea di Westminster come successore di William Twisse morto in quello stesso anno.

La decapitazione di Carlo I nel 1649 segnò un punto di svolta per la partecipazione politica di Herle in favore del Parlamento, ritiratosi a vita privata nella sua curia di Winwick, Herle si riappacificò con Lord Derby e, nel 1651, quando le truppe fedeli al re passarono nel Lancashire, ospitò alcuni soldati nella sua dimora e fu tra alcuni sacerdoti della regione a raccogliere sovvenzioni in favore di Lord Derby mentre era intento con le sue truppe ad occupare Wigan per conto del re. Dopo la sconfitta dei lealisti nella battaglia di Worcester, Herle fu arrestato ed imprigionato con l'accusa di aver avuto una fitta corrispondenza segreta con re Carlo II d'Inghilterra e condotto quindi a Liverpool, insieme ad altri sacerdoti del Lancashire. Tuttavia venne ben presto scarcerato e riabilitato, ed ebbe un ruolo fondamentale nel patrocinare la figura di John Howe, futuro cappellano di Oliver Cromwell.

I suoi ultimi scritti testimoniano un brusco allontanamento dalle questioni prettamente politiche, Wordly policy and moral prudence, the vanity and follyof the one, the solidity and usefulnesse of the other (1654) e Wisdomes Tripos (1655), sono opere di carattere moralistico che trattano questioni tipicamente religiose, seppur in tono polemico contro quello che, secondo Herle, era l'avanzare di istanze pericolosamente vicine all'ateismo.
Morì alla fine del settembre del 1659 e venne sepolto nella chiesa della sua parrocchia di Wanwick.

## Opere
- Charles Herle, Contemplations and devotions on the severall passages of our blessed Saviours death and passion. Written by Charles Herle, Master in Arts, and sometimes of Excester Colledge in Oxford, Londra, Aug. Mat[hewes], 1631.
- Charles Herle, A Payre of Compasses for Church and State, Classic Reprint, Forgotten Books, 2017, ISBN 978-0259406457.